# Tomie Ohtake
Tomie Ohtake (en japonés: 大竹富江) nombre de nacimiento Tomie Nakakubo (Kioto, 21 de noviembre de 1913 - São Paulo, 12 de enero de 2015), fue una artista visual, profesora, pintora y escultora  brasileña.

## Trayectoria
Fue premiada en el Salón Nacional de Arte Moderno en 1960, participó en cinco ediciones de la Bienal de San Pablo.
En 1988 fue galardonada con la Orden de Río Branco.

## Vida privada
Hija de Kimi e Inosuke Nakakubo, fue la menor de los seis hijos de la pareja. Se radicó en Brasil en 1936 y obtuvo la nacionalidad en 1968. Comenzó a pintar a los 40 años de edad, en el taller del artista Keisuke Sugano.
Contrajo matrimonio con el Ushio Ohtake, con quien tuvo dos hijos: el arquitecto Ruy Ohtake y Ricardo Ohtake, director del Instituto Tomie Ohtake de San Pablo.
Falleció el 12 de enero de 2015, a los 101 años.